# 唐仲文
唐仲文（1930年7月—），男，汉族，上海人，中华人民共和国政治人物。

## 生平
1949年至1952年，在清华大学机械系汽车设计与制造专业学习。1952年至1954年，任第二机械工业部六七四厂技术员、技术科副科长。1952年7月，加入中国共产党。1954年至1956年，在北京俄语训练班学习，赴苏联鄂木斯克工厂实习。1956年至1961年，任国营六一七厂技术科科长、工艺科科长、车问主任、工艺科总工艺师。1961年至1963年，任第三机械工业部六局技术处设计科科长。1963年至1974年，任第五机械工业部六局工程师，一局四处副处长、科教组科研处处长。1974年至1977年，任五机部党组成员。1977年6月至1982年5月，任五机部副部长、党组成员。1979年7月至1981年5月，兼任五机部第二十研究院院长、党委副书记。1982年5月至1986年12月，任兵器工业部副部长、党组副书记。1986年12月至1988年4月，任国家机械工业委员会副主任、党组成员。1988年4月至1991年2月，任中华人民共和国机械电子工业部副部长、党组成员（1989年12月起）。中国兵工学会第一届副理事长、第二届理事长。政协第七届全国委员会委员。中共第十二届中央候补委员。